# Курильская раса

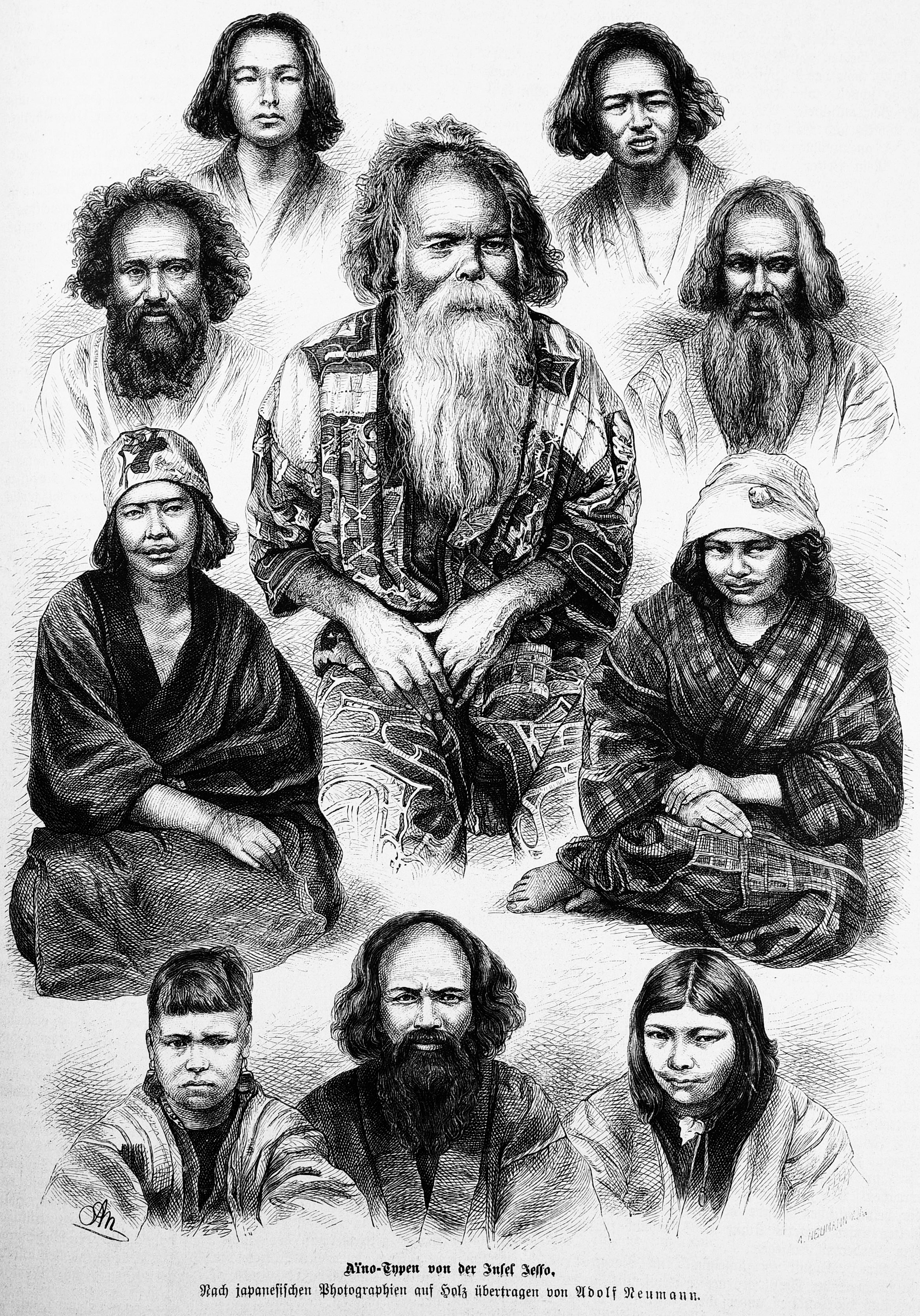
Айнские типы, Адольф Нойман, на основе японских фотографий, 1880

Кури́льская ра́са (также айнская раса) — малая раса смешанного происхождения, представленная в настоящее время среди небольшой по численности этнической группы айнов, живущей на острове Хоккайдо в Японии. Некоторые черты курильской расы в разной мере проявляются также среди тех или иных групп японцев.
Курильская раса является одной из немногих человеческих рас, которые характеризуют единую группу популяций с общими для них этноязыковыми и культурными особенностями. Антропологические признаки курильской расы присущи только айнам, народу с особой культурой и с особым языком, не имеющим родственных связей ни с одним из остальных языков мира. Такое соответствие антропологических, этнических, культурных и языковых черт объясняется длительной обособленностью айнов в регионе, удалённом от мест расселения других народов (на Курильской гряде, Хоккайдо, Сахалине и других островах). Из-за того, что изоляция айнов была нарушена, единство антропологических и этноязыковых черт этого народа оказалось утраченным. К настоящему времени айны почти полностью ассимилированы японцами, они утратили свой язык, культуру и этническое самосознание, также «размылись» их антропологические особенности. Помимо этого, небольшие группы айнов на Камчатке слились с ительменами, на Сахалине — с нивхами и русскими (также значительная часть сахалинских айнов была вывезена в Японию).

## Признаки
Представители курильской расы характеризуются такими антропологическими признаками, как:
- смуглая кожа;
- волнистые и жёсткие тёмные волосы;
- сильно развитый третичный волосяной покров (по степени развития усов и бороды у айнов могут отмечаться максимальные показатели в сравнении с прочими расами и антропологическими типами);
- широкий нос;
- распространение прогнатизма;
- большая толщина губ;
- уплощённость верхней части лица;
- большая частотность распространения эпикантуса;
- крупные уши и большой рот;
- сравнительно массивное телосложение;
- относительно низкий рост.

Вероятно, часть признаков айнов сложилась в результате метисации с японцами — это уплощённость верхней части лица и наличие эпикантуса. Несколько сот лет назад такие признаки были для айнов редкими или вовсе отсутствовали. Некоторые антропологические особенности связывают айнов с расами южной локализации — смуглая кожа, широкий нос, прогнатизм, сравнительно толстые губы.
Курильская раса оказала значительное влияние на формирование антропологического облика соседних народов монголоидной расы. В частности, это влияние видно в признаках японского и амуросахалинского антропологических типов дальневосточной монголоидной расы. Так, влиянием курильской расы объясняют сильный рост бороды и заметный прогнатизм нивхов и других народов в нижнем течении реки Амур и на Сахалине. Также, согласно исследованиям Г. Ф. Дебеца, примесь айнской расы проявляется у японцев в таких признаках, как более развитый, чем у других восточноазиатских монголоидов, рост усов и бороды, бо́льшая частотность волнистых волос, более тёмная кожа, широкий нос, толстые губы и низкий рост. Возможно, что примесь курильской расы имеется даже у некоторых групп индейцев. Например, у представителей племени яки отмечаются такие схожие с курильскими признаки, как более тёмная кожа, широкий нос, толстые губы, лёгкий прогнатизм и сильный рост усов и бороды.

## Классификация
Курильская раса чаще всего классифицируется как малая раса, при этом часто указывается её смешанный или промежуточный характер. Иногда курильской расе придают больший таксономический ранг и выделяют её как одну из больших рас человечества.
В классификации человеческих рас В. В. Бунака курильская раса объединена вместе с австралийской, индонезийской и полинезийской расами в состав древнеиндонезийской ветви южного расового ствола. Г. Ф. Дебец объединял курильскую расу (под названием «айнская») вместе с веддо-австралоидной, меланезийской, негритосской, тасманийской и южноиндийской расами в океаническую ветвь большой негро-австралоидной расы, отмечая при этом значительное влияние на формирование айнской расы монголоидной примесии, в свою очередь, влияние айнской расы на формирование японского антропологического типа южномонголоидной расы. В исследованиях Я. Я. Рогинского и М. Г. Левина курильская малая раса вместе с полинезийской отнесены к промежуточным расам, занимающим переходное положение между большой евразийской (европеоидной) и большой экваториальной (австрало-негроидной) расами.

## Происхождение
Многие антропологи объясняют формирование антропологического облика айнов, резко отличающегося от облика остального населения Восточной Азии, процессами метисации древних типов монголоидной и австралоидной рас. До экспансии дальневосточной монголоидной расы на этническую территорию предков айнов их ареал занимал более обширную область и, по-видимому, соседствовал с ареалом классических австралоидов.
Высказываются предположения о формировании древнего ареала курильской расы в результате переселения предков айнов в раннем неолите из Юго-восточной Азии, где и теперь живут популяции с некоторыми близкими айнам расовыми признаками, на более северные территории, включая Японские острова.
Некоторые антропологи указывают на связь курильской расы с полинезийской, предполагая наличие у айнов полинезийского антропологического компонента.

## История изучения
Одним из ранних описаний курильской расы являются заметки в этнографической монографии С. П. Крашенинникова «Описание земли Камчатки» (1756). В этом исследовании российский учёный описывал «курильцев» как народ, которой «ростом средней, волосом черен, лицем кругловат и смугол, но гораздо пригоже других народов. Бороды у них большие, окладистые, тело мохнатое…».